# Plagiochila superba
Plagiochila superba là một loài rêu tản trong họ Plagiochilaceae. Loài này được (Nees ex Spreng.) Mont. & Nees miêu tả khoa học lần đầu tiên năm 1839.